# 塔爾卡瓦諾

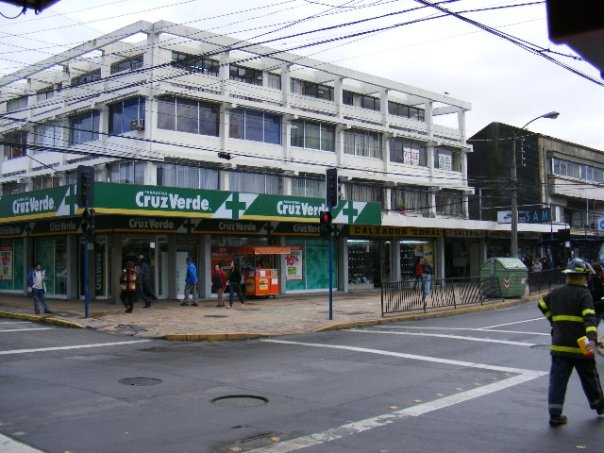
塔爾卡瓦諾市中心

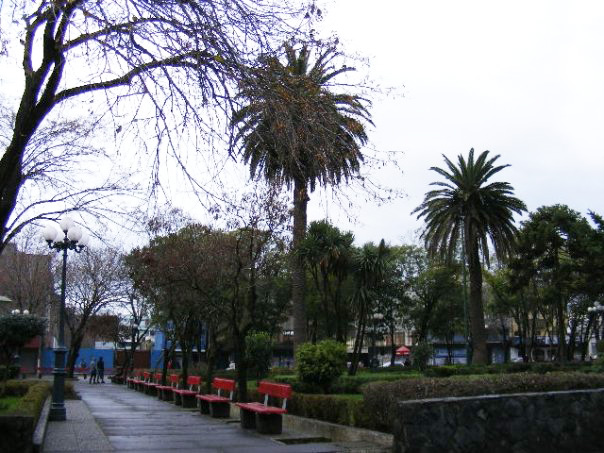
塔爾卡瓦諾中央廣場

塔爾卡瓦諾（Talcahuano）是智利比奧比奧大區的海港城市和直轄市，面積148.29平方公里，2002年人口250,348，人口密度為每平方公里1,873人，是智利人口第七大城市。
2010年2月27日，塔爾卡瓦諾受2010年智利大地震和其引發的海嘯蹂躪，八成居民無家可歸。一個星期後，20人死亡，18人失蹤。當地政府估計重建工作將會長達10年。

## 外部連結
- http://www.talcahuano.cl （页面存档备份，存于）
- Satellite view of Talcahuano (Google Maps)
- http://thno.info （页面存档备份，存于）